# Pietro Testa
Pietro Testa detto il Lucchesino (Lucca, 1612 – Roma, 1650) è stato un pittore italiano.

## Biografia

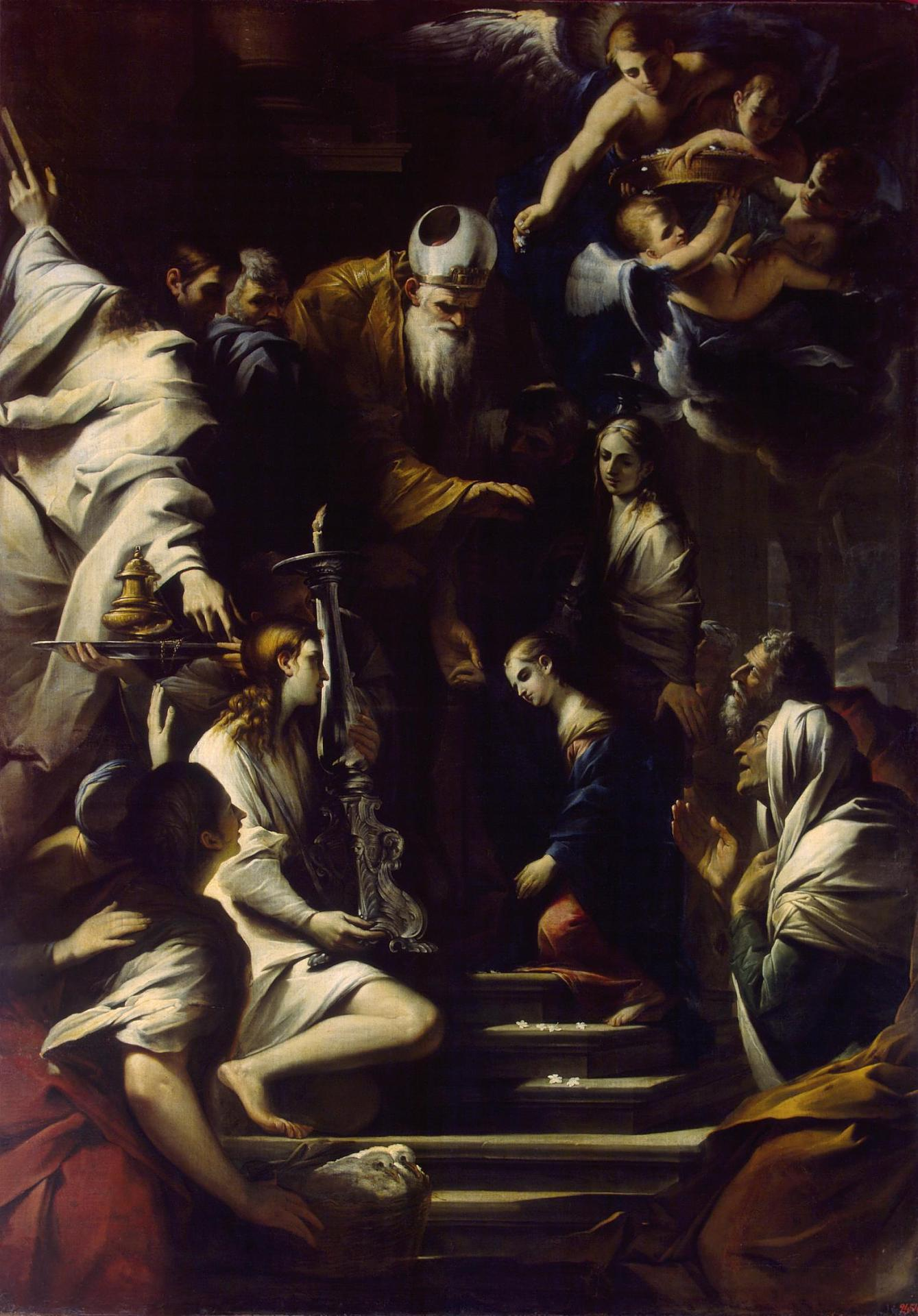
Presentazione della Vergine al Tempio, Museo dell'Ermitage, San Pietroburgo.

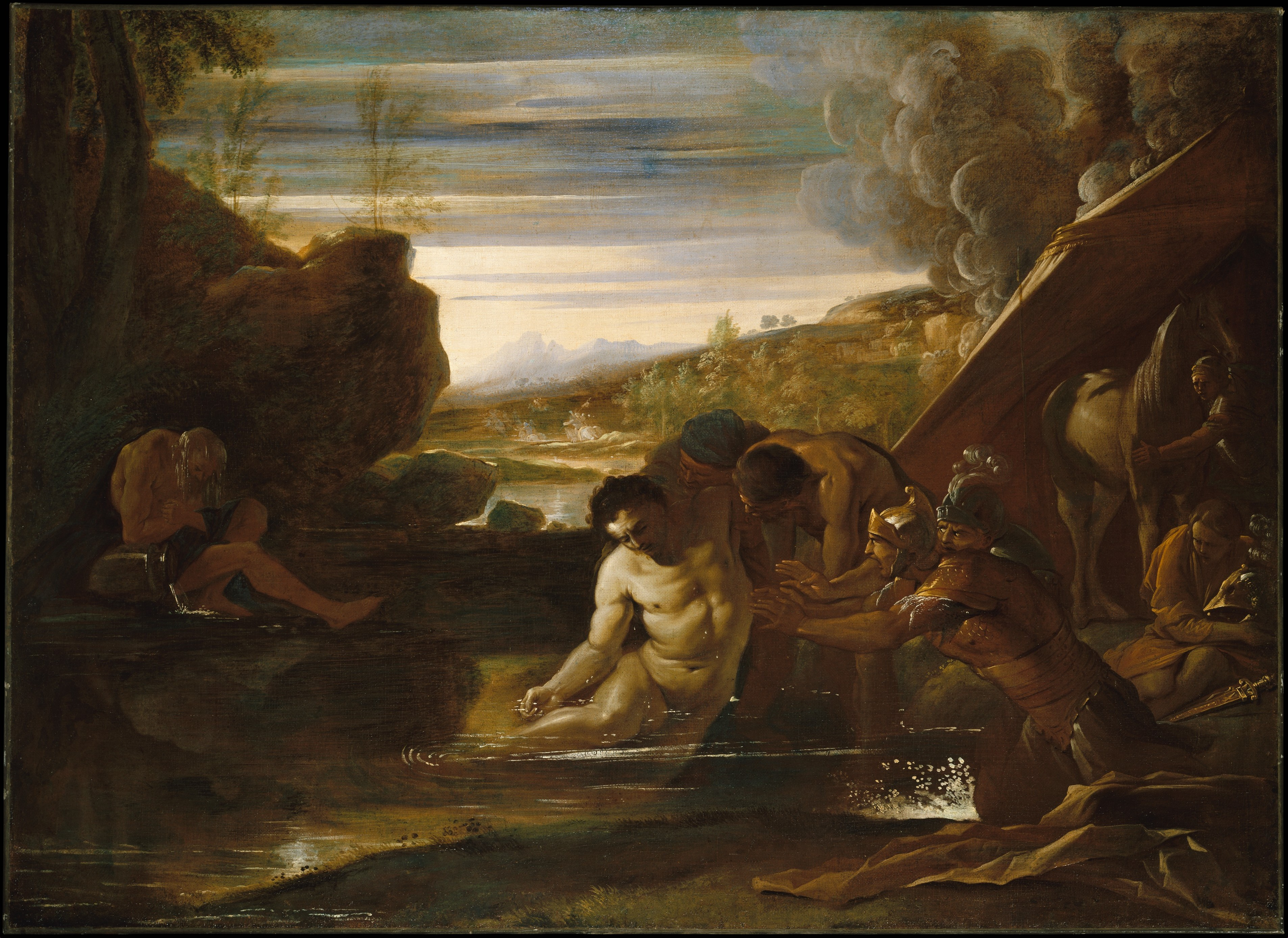
Alessandro Magno salvato dai suoi soldati, Metropolitan Museum of Art, New York

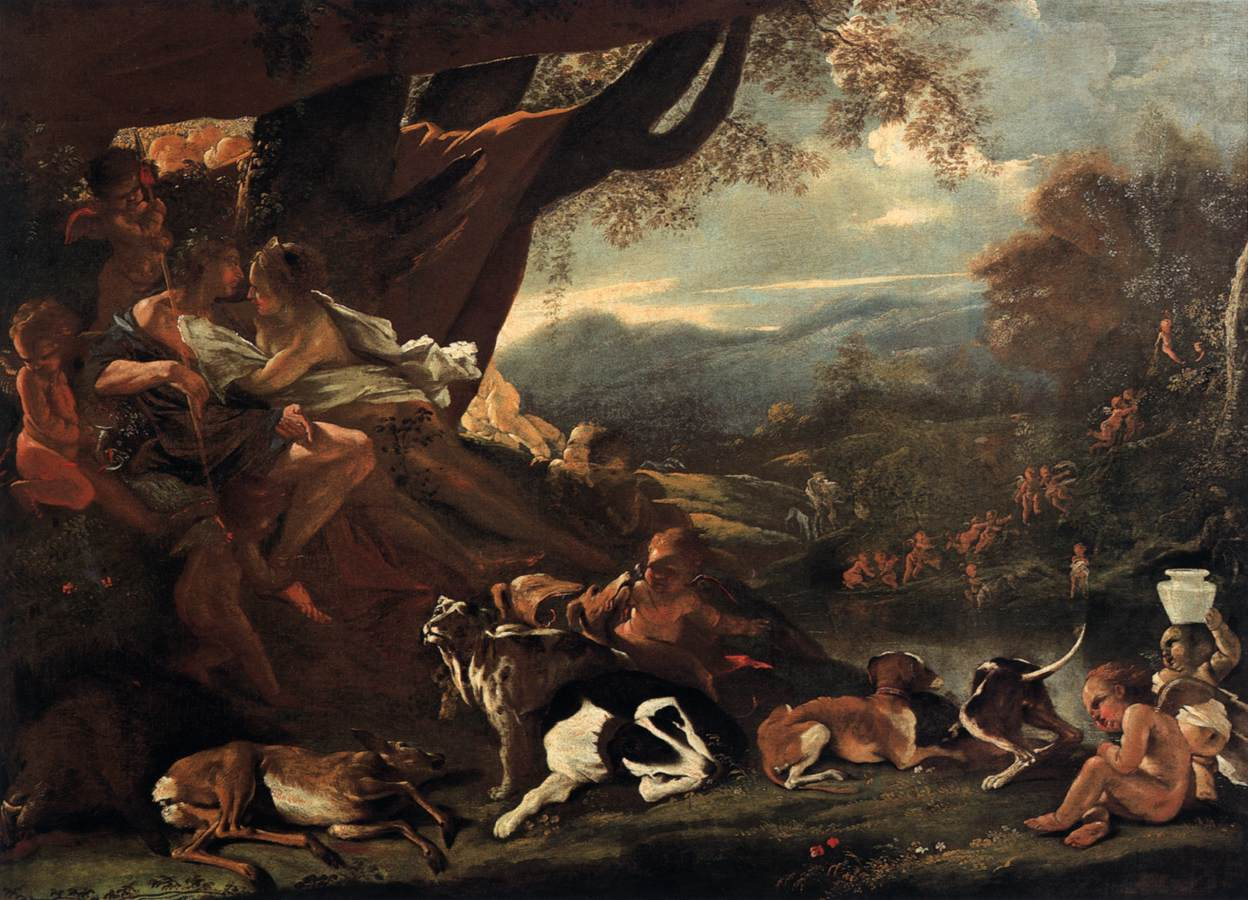
Venere e Adone, Vienna.

Figlio di Giovanni di Bartolomeo, di professione rigattiere, e di Barbara, giunse giovane a Roma, probabilmente prima del 1630, ed iniziò a frequentare la bottega del Domenichino, poi per breve tempo quella di Pietro da Cortona. Incoraggiato da Cassiano dal Pozzo, realizzò per lui una serie di disegni delle più importanti antichità di Roma. Questa frequentazione di ambienti cosiddetti antiquari e la conoscenza approfondita dei monumenti romani determinarono una cospicua parte della sua opera; presso Cassiano sicuramente conobbe Nicolas Poussin e lo scultore fiammingo François Duquesnoy.
I suoi primi dipinti e le contemporanee incisioni risultano influenzati da Pietro da Cortona; sono esempi di questo periodo il Paesaggio con satiri, ora a Roma alla Galleria Corsini, e il Paesaggio idilliaco, a Roma alla Galleria Doria Pamphilj. Nello stesso periodo per il marchese Giustiniani eseguì un Mosè fa scaturire l'acqua dalla roccia e Rachele nasconde gli idoli di Labano, opere entrambe conservate nel castello di Sans-Souci di Potsdam.
Verso il 1633 dipinse una Madonna di Loreto per la chiesa di San Rocco a Fermo, con rimembranze della produzione del Guercino ed un sorprendente paesaggio naturalista; allo stesso periodo appartengono il Martirio di Santo Stefano, alla Burghley House, e Amor vincit omnia, ora nel Museum of Art di Cleveland. Uno dei più importanti lavori di Pietro Testa è la Strage degli innocenti, ora alla Galleria Spada di Roma ed eseguito tra il 1635 ed il 1637: il soggetto è trattato su un registro fantastico e al tempo stesso drammatico.  Nella stessa Galleria si conserva il Sacrificio di Ifigenia (1640-1642), dipinto derivato dal Testa da un'incisione da lui stesso realizzata.
Dello stesso periodo è la realizzazione dell'opera - su incisione e in pittura - "L'adorazione dei pastori", commissionata dal lucchese monsignor Gerolamo Buonvisi. Il dipinto, custodito oggi alla National Galleries of Scotland di Edimburgo, presenta una composizione talmente complessa da rivelarne un approccio sofisticato e concettuale dell'arte. L’Adorazione dei pastori rappresenta Gesù Bambino, Maria, Giuseppe, due figure femminili e cinque pastori posti in primo piano, davanti ad un tempio imponente. Sullo sfondo un angelo annuncia ai pastori la nascita di Gesù. Al di sopra del gruppo di figure, un banco di nuvole emerge dal buio e si fa via via più luminoso, collegando visivamente i vari piani compositivi. L’andamento delle nuvole ricorda gli effetti dei giochi pirotecnici, oppure le “macchine” di nuvole, molto utilizzate nel teatro del Seicento. Le tonalità scure anticipano i dipinti degli anni Quaranta, caratterizzati da un accentuato chiaroscuro, da un severo classicismo, da forme rigide e ritmi spezzati. Si ha l’impressione che nel corso dell’elaborazione dell’immagine, accanto al tema gioioso della nascita, si sia fatto strada quello della morte, collegata sia all’imminente infanticidio di Betlemme per volontà di Erode, che al sacrificio di Cristo. Non è un caso che due dei tre angioletti in volo dinanzi alle nuvole siano raffigurati privi di capelli, mentre il terzo ha una capigliatura abbondante, ed è avvolto in un drappo rosso, anziché scuro, simbolo del sacrificio. Essi dovrebbero cantare il Gloria in excelsis Deo, ma poco di gioioso si manifesta nel loro atteggiamento. I disegni testimoniano che Testa usava verificare le sue invenzioni figurative su modelli vivi.
Altre due opere, il Supplizio di Prometeo ed il Supplizio di Issione, sempre realizzati nel 1637 ed ora in una collezione privata, risentono invece dell'influenza di Caravaggio. Agli anni successivi al 1640 risalgono altri lavori di stile caravaggesco: il Miracolo di San Teodoro, per la chiesa di San Paolino a Lucca, la Presentazione della Vergine al Tempio, dipinta per la chiesa romana di Santa Croce dei Lucchesi, ma ora al Museo dell'Ermitage di San Pietroburgo, e la Visione di Sant'Angelo carmelitano, del 1645-1646, per la chiesa di San Martino ai Monti a Roma. Quest'ultima opera, soprattutto, risente fortemente della lezione caravaggesca, dando alla scena una sensazione violenta e romantica per l'effetto di luce artificiale; confrontato le incisioni e i disegni con le opere dipinte, è possibile creare delle relazioni cronologiche tra i primi e le seconde.
Al contrario, al suo ultimo periodo di attività appartegono l'Allegoria, ora alla Alte Pinakothek di Monaco di Baviera, di impianto chiaramente influenzato da Nicolas Poussin. Per seguire le evoluzioni di questo artista così complesso e a volte sconcertante è necessario anche riferirsi alle incisioni, che sono spesso datate, ed ai molti disegni, che a suo tempo erano stati attribuiti anche a Salvator Rosa e a Pier Francesco Mola. Alcune sue tele, come per esempio Venere ed Adone ora all'Accademia di Vienna oppure il Morfeo nel Palazzo Mazzarosa di Pisa, hanno modalità e colori che già preannunciano il Settecento.
La discordanza profonda tra l'intento classico, come trascritto nei suoi appunti per un Trattato di pittura in cui si prefigge di trattare della maniera ideale, ponendo sulla vetta Raffaello ed i Carracci, con le sue tendenze più profonde, espressive e sentimentali, con un gusto costante per la stranezza e la predilezione per i soggetti bizzarri, con un trattamento aspro e contratto della materia pittorica, mettono in luce un temperamento malinconico ed irrequieto, ritenuto un anticipo di romanticismo, esemplificato dai suoi lavori più tardi, come Alessandro Magno salvato dai suoi soldati, ora a New York al Metropolitan Museum of Art, oppure la Morte di Didone, ora agli Uffizi di Firenze.
Pietro Testa morì tragicamente a Roma nel 1650 per annegamento nel Tevere; si trattò probabilmente di suicidio, spiegabile con molte ragioni: incomprensione dei critici e dei committenti, decorazione interrotta nell'abside della Basilica dei Santi Silvestro e Martino ai Monti, distruzione degli affreschi da lui dipinti tra il 1642 ed il 1644 nella cappella di San Lamberto in Santa Maria dell'Anima, sostituiti più tardi da altri di Jan Miel.